# سيد أبو الحسن شمس آبادي
السيد أبو الحسن شمس آبادي المازندراني آل رسول (1907 - 7 نيسان 1976 م) كان رجل دين ومحاميًا إيرانيًا.

## الحياة
السيد أبو الحسن شمس آبادي هو ابن محمد إبراهيم الموسوي شمس آبادي المازندراني، أحد رجال الدين في أصفهان، ومحامي أبي القاسم الخوئي. وكان جده السيد محمد لاريجاني، ابن السيد عبدالله المازندراني، لديه أربعون ولدًا، جميعهم من النبلاء وأصحاب مزارع في لاريجان، وقد غادر آمل إلى أصفهان. إن سيد أبو الحسن شمس آبادي هو صهر علي مشكاة سيدي أستاذ روح الله الخميني. كان السيد أبو الحسن شمس آبادي أحد مجتهدي أصفهان، وكان يؤم صلاة الجماعة في مسجد سربل بحي خوزان في مدينة خميني شهر.

## الأنشطة الاجتماعية والثقافية
وبعد عودته من النجف شارك شمس آبادي في نشاطات عديدة منها مساعدة الأيتام والفقراء، وفي إنشاء وتوسيع المؤسسات الخيرية مثل جمعية إمام الزمان، وتأسيس مبنى الحج الأصفهاني في مشهد وكربلاء لمساعدة من يريدون الحج لمكة، ومدرسة أبا بصير للمكفوفين.

## صراع الحوزات
كان الصراع بين الجماعات الدينية في أصفهان له جذوره القديمة، ولكن في الوقت نفسه ومع تسييس المجتمع والحوزات العلمية، أصبح هذا الصراع أكثر وضوحًا. من القضايا المهمة التي واجهت مجتمع علماء أصفهان في التاريخ المعاصر الصراع بين العلماء الذين كانوا في فصيلين؛ بعضهم من أنصار رحيم أرباب والبعض الآخر من أنصار مرتضى شمس أردكاني ومحمد علي موحد أبطحي وشمس آبادي . أصبح هذا التناقض أكثر وضوحًا خاصة بعد الانقلاب الإيراني عام 1953.
وكان علماء الحوزة الأصفهانية أكثر ميلًا إلى حوزة النجف، وتحت تأثير أبي القاسم الخوئي، كانوا أقل تدخلًا في القضايا السياسية. لكن علماء الحوزة العلمية في نجف آباد كانوا يميلون إلى حوزة قم، وكانوا متأثرين بأفكار روح الله الخميني وحسين علي المنتظري. كان بعض شيوخ أصفهان، مثل شمس آبادي، وحسين خادمي، وعلي قادري كفراني، وعبد الجواد سيديحي، وفيضي، وعباس علي أديب، يعتقدون أن آراء الخوئي لها الأولوية على آراء الخميني، وأمروا بتقليده.

## اختطافه وقتله
اُختطف شمس آبادي وقُتل على يد مجموعة تابعة للسياسي مهدي هاشمي أثناء توجهه إلى المسجد لأداء صلاة الجماعة فجر يوم 7 نيسا 1976، بعد يوم واحد من عودته من الحج، إثر معارضته لعدة نقاط أبرزها: الشاه، وابتعاد الحكومة عن الإسلام، ودعم إسرائيل. عُثر على جثته لاحقًا بالقرب من أصفهان في مدينة درتشه بياز، ويبدو أنه قُتل بطريقة وحشية. وقد بنت الحكومة الإيرانية بعد الثورة الإسلامية مسجدًا باسمه في المكان الذي عُثر على جثته فيه. ودُفن في مقبرة تخت فولاذ في أصفهان.

## طالع أيضًا
- ميرزا جواد آغا طهراني
- محمد جواد أنصاري همداني
- عباس قوشاني
- محمد علي شاه آبادي
- أحمد خونساري
- محمد علي ناصري

## روابط خارجية
- رواية جديدة لجرائم عصابة مهدي هاشمي